# Halloween - 20 anni dopo
Halloween - 20 anni dopo (Halloween H20: 20 Years Later), conosciuto in Italia anche con il titolo Halloween H20 - Venti anni dopo, è un film horror del 1998 diretto da Steve Miner.
Il film, con protagonista Jamie Lee Curtis, costituisce il settimo capitolo della saga originale di Halloween.
In una prima bozza del film, che tentava di conciliare gli episodi dal quarto al sesto film citando i morti di quei film, si veniva a sapere che Laurie aveva perso la famiglia in un incidente stradale; e questo spiega il perché del cambio del cognome. In quella prima bozza c'era anche spazio per una tale Rachel Loomis, l'ipotetica figlia del dottor Sam Loomis. Sempre in quel primo progetto, il film si sarebbe concluso con la morte di Michael che veniva ucciso dal rotore di un elicottero fuori controllo.
La produzione del film è iniziata esattamente al compimento dei vent'anni dall'uscita del primo capitolo. Il film è ambientato vent'anni dopo Halloween - La notte delle streghe e ignora del tutto l'arco narrativo di Jamie Loyd degli ultimi 3 capitoli, dando vita così a un primo reboot della serie.
Questo avrebbe dovuto essere l'ultimo capitolo della saga, ma la Dimension Films ne acquistò i diritti per un sequel. Halloween - Venti anni dopo fu un successo al botteghino, incassando oltre 55 milioni di dollari solo in America.

## Trama
Sono passati esattamente vent'anni dalla presunta morte di Michael Myers, in quanto nel secondo film non è mai stato trovato il cadavere dell'assassino. È il giorno di Halloween e sono iniziati i preparativi della festa.
Un'infermiera di mezza età torna a casa sua, ma nota qualcosa di strano. Si tratta di Marion Whittington, assistente storica del dottor Loomis, recentemente scomparso. Qualcuno è entrato in casa e così, in preda al panico, si precipita dai vicini a chiedere aiuto. In casa ci sono due ragazzi un po' problematici che si offrono di aiutare la signora chiamando la polizia. Uno dei due decide di andare a dare un'occhiata in casa della vicina e così si arma di una mazza da hockey. Inizialmente sembra tutto a posto, ma poi si accorge che lo studio è stato messo a soqquadro. Cala la sera e il ragazzo esce dalla casa avvertendo la signora che non c'è nulla di cui preoccuparsi. Lei a questo punto rientra in casa, ma si rende conto di non essere sola. Entrando nello studio vede che le cartelle cliniche da lei custodite sono state semplicemente spostate, ma guardando meglio si accorge che il contenuto di una cartella in particolare è scomparso; si tratta della cartella di Laurie Strode. In preda a un terribile sospetto si riprecipita dai vicini, ma appena apre la porta si accorge che i ragazzi che l'avevano aiutata sono stati brutalmente uccisi: uno è morto con uno scarpone da hockey infilato nella faccia e l'altro viene trovato dalla donna mentre cerca di fuggire dal retro. È proprio qui che il sospetto della donna si rivela fondato: ad aspettarla lì c'è Michael Myers. Mentre cerca di scappare da una finestra, l'assassino le taglia la gola, uccidendola.
Alle prime luci dell'alba, la polizia è sul posto e rinviene i cadaveri. L'ispettore affidato al caso pensa in primis a un possibile ritorno di Myers, ma il suo collega lo depista dicendo che sarebbe troppo anziano per commettere gli omicidi. Nel frattempo, una donna ha un incubo e si sveglia urlando. Si tratta di Keri Tate, preside di una prestigiosa scuola privata in cui studia anche suo figlio. In realtà si tratta di Laurie Strode che ha cambiato identità per impedire al fratello di trovarla e quindi tentare nuovamente di ucciderla, facendole rivivere l'incubo di vent'anni prima. In seguito all'esperienza vissuta Laurie vive costantemente con le proprie paure, si sfoga con l'alcool e fa pesare tutto sul figlio, con cui è molto apprensiva. 
La scuola organizza un weekend al parco di Yosemity e Laurie vieta al figlio di andarci per paura che Michael possa trovarlo. Dopo una lite Laurie cambia idea e per il bene del figlio decide di acconsentire. Il figlio però si è già organizzato con degli amici per rimanere nel campus, ingannando così la madre che lo crede al campeggio. Michael nel frattempo arriva al campus e consuma nuovamente una strage, uccidendo due degli amici del figlio di Laurie che a stento riesce a salvarsi (insieme alla sua ragazza), soccorso dalla madre. Dopo aver fatto allontanare suo figlio e la ragazza dal campus, Laurie decide di affrontare una volta per tutte le sue paure e sfida Michael. Dopo averlo tramortito, chiama la polizia, ma ormai abituata ai continui risvegli del diabolico fratello si impadronisce del furgone dell'obitorio dove Michael è stato deposto e corre via sotto gli occhi increduli del figlio. Come previsto Michael si sveglia e per finirlo Laurie si butta volutamente fuoristrada, ma riesce a uscire dall'abitacolo durante il volo. Lo stesso fa Michael che però viene schiacciato dal furgone. Laurie si rialza e si avvicina al fratello per assicurarsi che sia morto. Michael si risveglia e si tocca il viso coperto dalla solita maschera e allunga la mano verso la sorella come in cerca di aiuto, facendo per un attimo credere a Laurie che il fratello sia rinvenuto. Per un attimo la donna prova quasi pietà, lasciando trasparire un amore quasi fraterno. Si rende subito conto, però, che non può esserci niente di fraterno in un uomo che le ha rovinato la vita e così con un'ascia lo decapita, finendolo e compiendo il proprio destino.

## Produzione
John Carpenter fu originariamente in procinto di essere il regista di questo capitolo da quando la Curtis volle riunire tutto il cast del film originale. Carpenter accettò di dirigere il film, ma la sua paga iniziale era di dieci milioni di dollari. Carpenter razionalizzò questo dal credere che la paga vigorosa fu un risarcimento per un reddito che non aveva mai ricevuto nell'Halloween originale, una questione che fu ancora una parte di conflitto tra Carpenter e Akkad anche dopo vent'anni passati. Quando Akkad ostacolò la paga di Carpenter, quest'ultimo si allontanò dal progetto.
Lo sceneggiatore e produttore Kevin Williamson fu coinvolto in varie aree della produzione su questo particolare sequel incluse proposte con il trattamento sul quale il film era basato. Sebbene non fu direttamente accreditato, provvide a riscrivere i dialoghi dei personaggi, il quale è visto attraverso i momenti giovanili. La Miramax/Dimension Films sentì il suo involgimento come un co-produttore esecutivo che meritò di essere accreditato. Il titolo di lavorazione originale per il film era Halloween 7: The Revenge of Laurie Strode.

### Cast
Nel ruolo di Norma, la segretaria della preside, vediamo Janet Leigh, madre della Curtis, scomparsa nell'ottobre 2004, che qui recita per la seconda volta accanto alla figlia poiché entrambe erano state volute da Carpenter (creatore dello stesso Halloween) in Fog.

### Musica
Lo score musicale originale fu composto da John Ottman, ma qualche musica del film Scream fu aggiunta nelle scene d'inseguimento durante la post-produzione. John Ottman espresse qualche dispiacere su questa azione in un'intervista sul rilascio in DVD di Halloween: 25 Years of Terror. Lo score di Ottman fu integrato con lo score di Marco Beltrami da Scream, Scream 2 e Mimic da un team di editore musicali e nuovi spunti scritti da Beltrami durante gli ultimi giorni del sound mixing del film. Il capo della Dimension Films Bob Weinstein richese dei cambiamenti dopo essere stato insoddisfatto dello score di Ottman, mentre Carpenter si è occupato solo delle musiche del film originali.
La canzone What's This Life For della band hard rock Creed fu compresa nel film.

### Maschere
Come detto su Halloween: 25 Years of Terror, Halloween H20: Years Later ebbe delle scene che furono filmate nuovamente a causa delle lamentele sulla maschera di Michael Myers usata nel film. In alcune scene si vede la "vecchia maschera" e in una scena fu usata la CG per "cambiare" la maschera a Michael.

## Distribuzione

### Edizioni home video
In Italia sono state pubblicate diverse edizioni home video del film: un'edizione della Cecchi Gori, una della Eagle Pictures in DVD e blu-ray e un'ulteriore edizione DVD/blu-ray contenuta nel cofanetto della Midnight Factory che racchiude l'intera saga.
L'edizione DVD della Cecchi Gori presenta il film in formato 2,35ː1, audio italiano e inglese 5.1, sottotitoli per non udenti e in inglese, 24 scene, 6 scene top, contenuti speciali come biografia e filmografia, making of, intervista a Jamie Lee Curtis. L'edizione DVD della Eagle Pictures presenta in formato 2,35ː1, audio italiano rimasterizzato in 5.1, italiano 2.0 e inglese 5.1, 8 scene, sottotitoli in italiano per non udenti. L'edizione blu-ray della Eagle Pictures presenta il film in formato 2,35ː1 e in alta definizione, audio italiano rimasterizzato in 5.1 DTS HD, italiano 2.0 e inglese 5.1, 8 scene, sottotitoli per non udenti. L'edizione blu-ray Midnight Classics presenta il film in formato 2,35ː1 da un nuovo master restaurato in alta definizione, audio italiano e inglese in 5.1 DTS-HD MA, sottotitoli in italiano, 12 scene, commento audio con il regista, Sean Clark, Jamie Lee Curtis, Making of, interviste vintage, gallerie fotografiche, TV spot, trailer e crediti.

## Omaggi
Quando le due ragazze guardano la TV, si intravede una scena di Scream 2, in cui l'attrice Sarah Michelle Gellar riceveva delle telefonate dal serial killer. La frase "tutti hanno diritto a un bello spavento", detta da Norma a Laurie, era stata detta la prima volta dallo sceriffo Brackett (Charles Cyphers) nel primo film di Halloween. La stessa frase viene ripetuta sempre dallo sceriffo Brackett, ma stavolta a Michael Myers in Halloween Kills, prima che la folla si scagli contro l'assassino.
Nella stessa scena in cui Norma parla con Laurie, si può sentire in sottofondo il tema di Psyco composto originariamente da Bernard Herrmann. Janet Leigh, che qui interpreta Norma, è infatti la protagonista del film del 1960 diretto da Alfred Hitchcock.